# مالینوفکا (شهرستان بلبیفسکی، باشقیرستان)
مالینوفکا (به لاتین: Malinovka) یک منطقهٔ مسکونی در روسیه است که در باشقیرستان واقع شده‌است.